# Nash Big Six
La Big Six è un'autovettura prodotta dalla Nash Motors dal 1932 al 1934.

## Storia
Il telaio aveva un passo di 2.946 mm. Il modello aveva installato un motore a sei cilindri in linea e valvole laterali da 3.299 cm³ di cilindrata avente un alesaggio di 79,4 mm e una corsa di 111,1 mm, che erogava 70 CV di potenza. La frizione era monodisco a secco, mentre il cambio era a tre rapporti. La trazione era posteriore. I freni erano meccanici sulle quattro ruote. La meccanica derivava da quella del modello antenato.
Nel 1933 fu installato un nuovo motore da 3.569 cm³ avente un alesaggio di 82,6 mm e una corsa di 111,1 mm che erogava 75 CV. La linea della carrozzeria rimase invariata. Nel 1934 fu introdotto un nuovo propulsore da 3.848 cm³ dotato di un alesaggio di 85,7 mm e di una corsa di 111,1 mm che sviluppava 88 CV. Nell'occasione, la linea fu aggiornata.
La Big Six uscì di produzione nel 1935 venendo sostituita dalla Advanced Six.  